# Parc zoologique de Montpellier
Le parc zoologique de Montpellier, qui prend place dans l'ensemble du parc de Lunaret, est un parc zoologique français situé en région Occitanie, au nord de la ville de Montpellier. Implanté dans le quartier Hôpitaux-Facultés, au sein du sous-quartier Aiguelongue, le parc de Lunaret comprend aussi  la réserve naturelle du Lez. Fondé en 1964, il présente aujourd'hui environ 170 animaux de 29 espèces sur une superficie de 80 hectares. Propriété de la ville de Montpellier, qui le finance entièrement, il est dirigé par Marine Baconnais depuis début 2023.
Membre permanent de l'Association européenne des zoos et aquariums depuis 1997, il s'engage dans la conservation ex situ en participant à des programmes européens pour les espèces menacées (EEP: EAZA Ex-situ Program).
La gratuité de l'entrée de la plus grande partie du parc contribue à en faire l'un des dix parcs zoologiques les plus fréquentés de France, avec environ 300 000 visiteurs annuels. Il fait partie des cinq zoos les plus vastes de France.

## Historique
Au XIIe siècle, le seigneur de La Valette possède des propriétés terriennes qui s'étendent sur les communes de Montpellier, Castelnau-le-Lez et Montferrier-sur-Lez. Durant les guerres de religion, le domaine de La Valette situé à Montpellier est la propriété d'une famille protestante, les Trémolet, dont le père, Antoine Trémolet est premier médecin de François 1er. Le domaine de La Valette sert pour faire des assemblées nocturnes de partisans de la religion réformée. En 1604, Étienne Planque, juge au « Petit Scel », achète la propriété au fils d'Antoine Trémolet. La famille des Planques conserve le domaine durant près d'un siècle. En 1720, Pierre Chirac, conseiller du roi et premier médecin du duc d'Orléans, se porte acquéreur du domaine. À sa mort en 1732, François Chicoyneau, Chancelier de l'Université de Montpellier et époux de sa fille, hérite du domaine de La Valette et du titre de Pierre Chirac à Versailles. En 1778, François Farrel, industriel protestant qui a fait sa fortune grâce à une usine de tissage de coton, achète la propriété et les droits seigneuriaux. En 1788, le fils Farrel hérite de la propriété et la donne en cadeau de mariage à son neveu et fils adoptif Paul-Louis Hours en 1821. Par suite de faillite de la famille, la Valette doit être revendue en 1851.
À partir de cette date, le domaine devient successivement la propriété d'Euphémie Dyany (1851-1869), Eugène Dubois (1869-1872), Hippolyte Parazol et le fils aîné de ce dernier (1872-1906). Chacun de ces propriétaires ayant fait faillite sont contraints de revendre le domaine. En 1906, le domaine est adjugé à Henri de Lunaret qui y fait un placement financier. Celui-ci meurt en 1919 sans héritier et dans son testament, il donne La Valette à la ville de Montpellier tout en laissant l'usufruit à sa sœur Madame Busson de Lavèvre. Le legs est assorti d'une condition : créer sur La Valette un orphelinat ou bien donner au domaine une autre affectation pourvu qu'il s'agisse d'une œuvre de bienfaisance.
Le directeur de l’École d'agriculture de l'époque, Gabriel Buchet, est fortement intéressé par le domaine de La Valette, qu'il pense idéal pour servir de champ d'expérience. Madame de Lavèvre accepte de lui louer son domaine. La ville de Montpellier, en la personne du maire Jean Zuccarelli, donne son accord et un bail emphytéotique est conclu le 1er mars 1939 avec le directeur de l'École qui reçoit le domaine. Sur la partie acquise par l'École se trouvent aujourd'hui les nombreux laboratoires de recherche du centre Agropolis.
Il laisse à la Ville la partie haute et boisée du domaine qui devient en 1964 le Parc zoologique du Lunaret, avec Marcel Gallet pour directeur, après que François Doumenge, alors adjoint à l'urbanisme au Maire de Montpellier François Delmas, a proposé d'y construire un tel équipement. Le premier animal présenté au public dans ce parc était un Zèbre, baptisé François en l'honneur de l'adjoint qui est à l'origine de l'idée de sa construction.
Entre 2014 et 2016, de nouvelles infrastructures sont construites pour favoriser la reproduction des guépards.
En 2016, la Ville décide de moderniser le zoo en investissant 30 millions d'euros dans un plan de rénovation s'étendant de 2016 à 2021. Ce projet a finalement été abandonné.

## Installations et faune hébergée
170 animaux représentant 29 espèces sont répartis sur une quarantaine d'enclos répartis sur 11 km de chemins de garrigue et de forêt méditerranéenne.

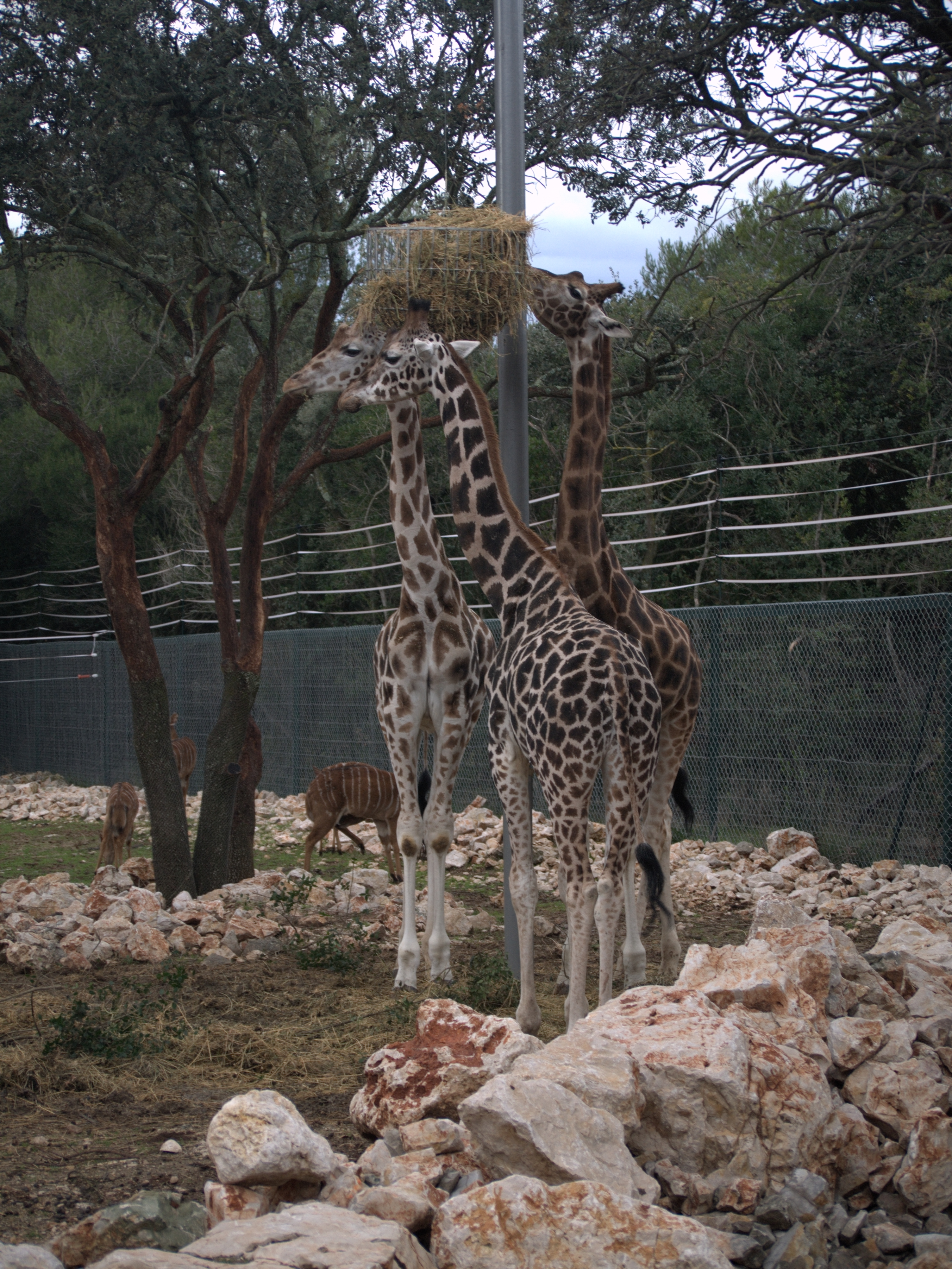
Trois girafes proche du panier repas.
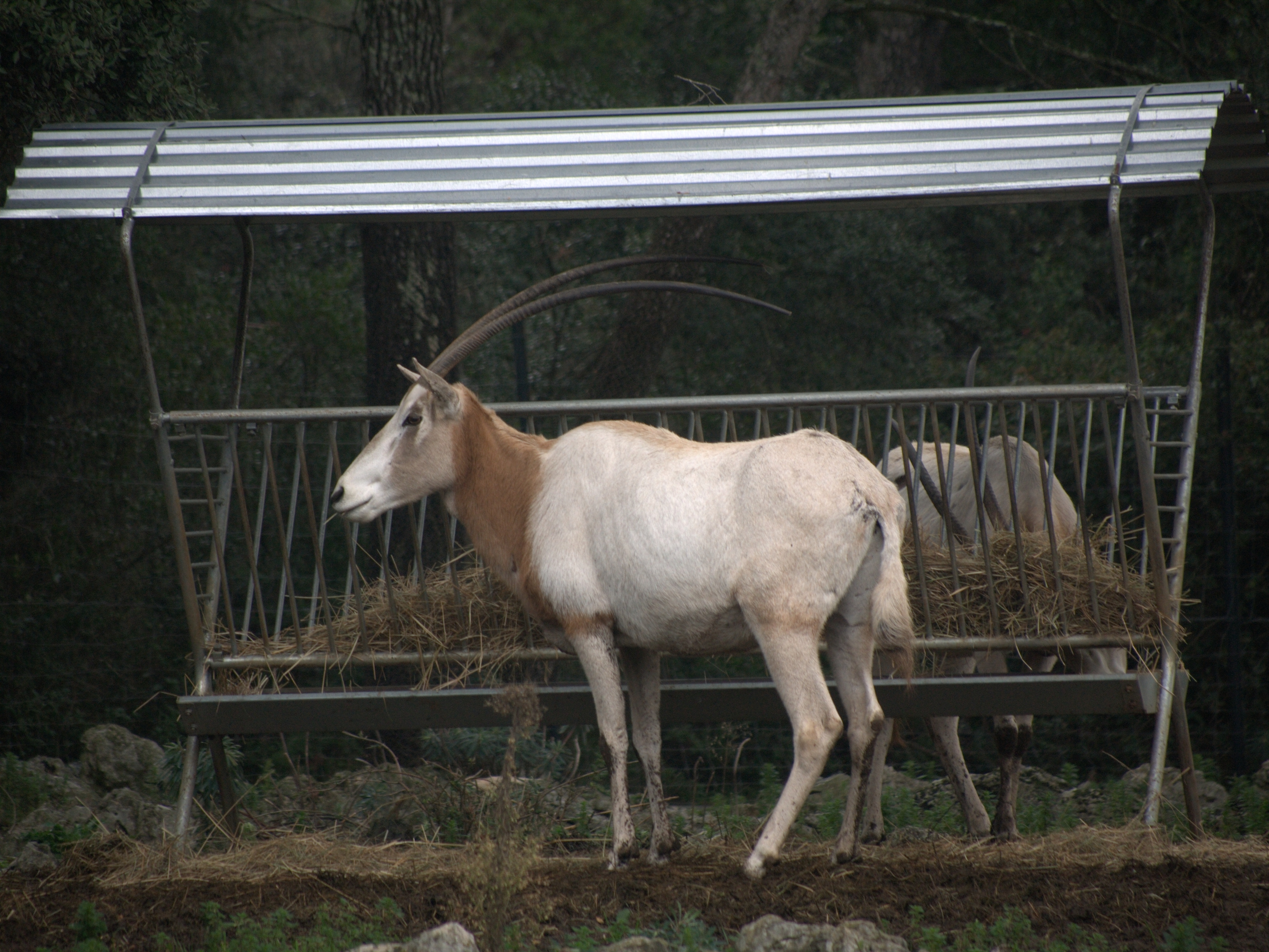
Oryx algazelle sur le site en 2011.
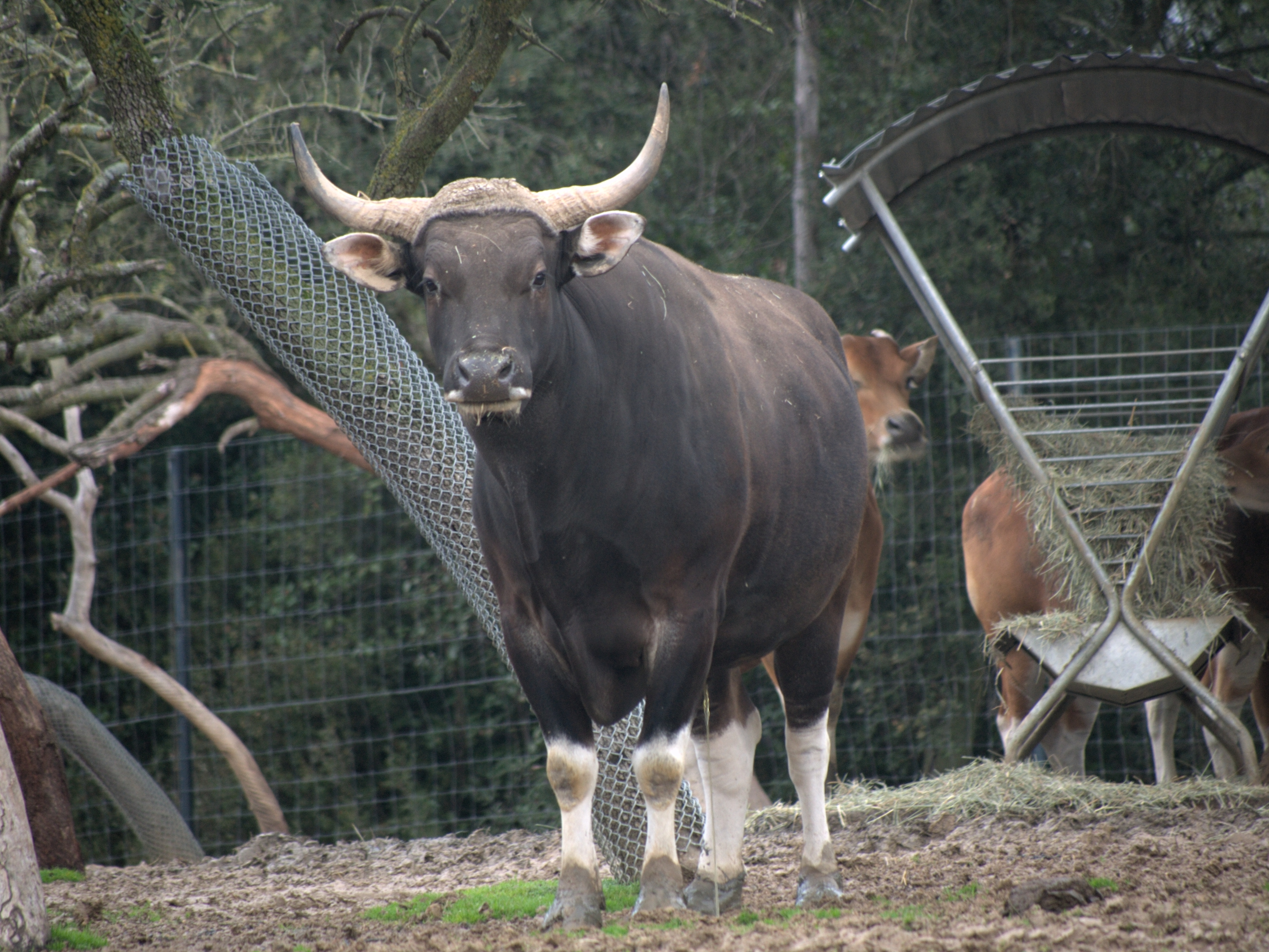
Banteng face au photographe.
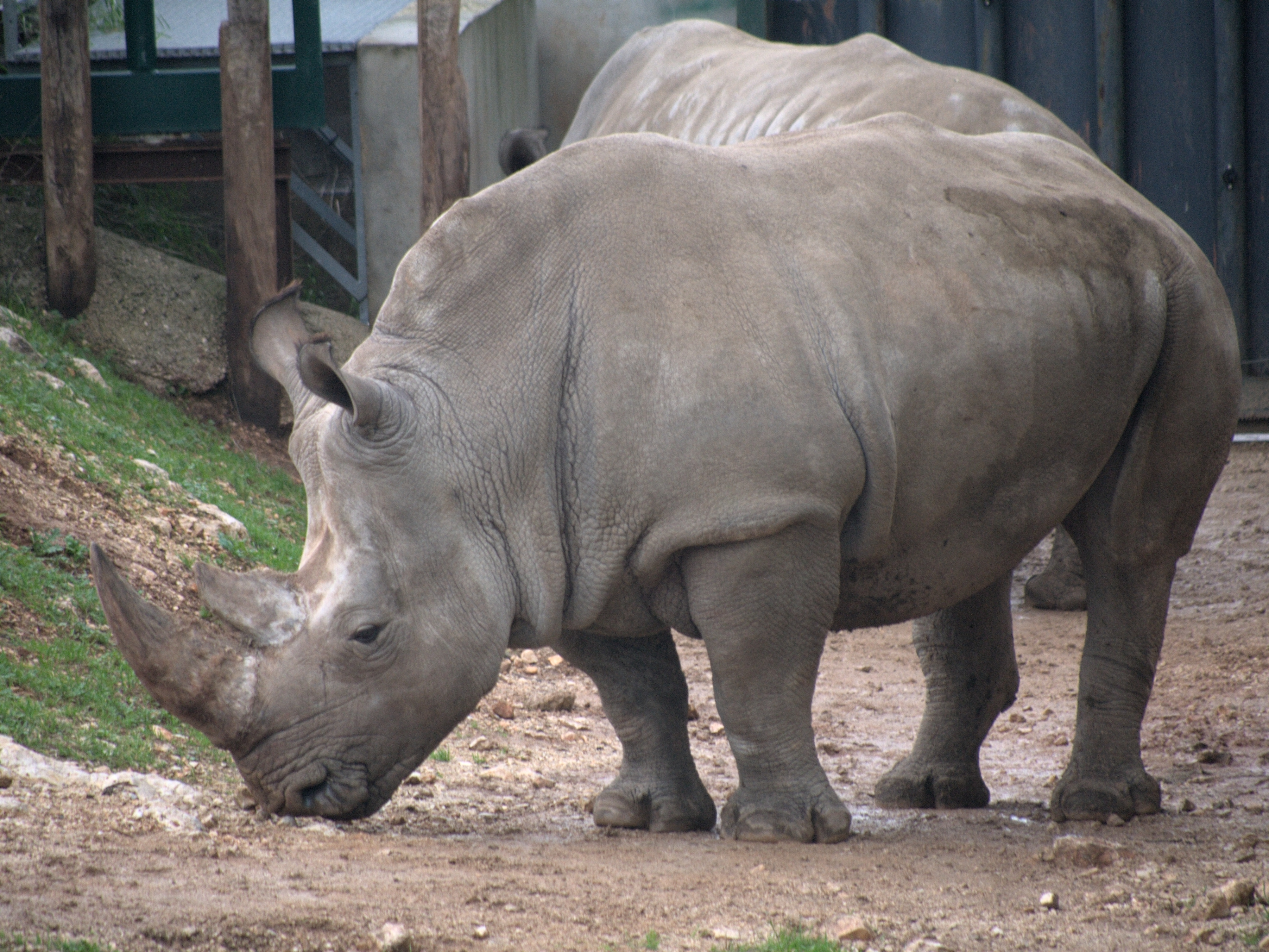
Rhinocéros blancs vu de profil.

### Serre amazonienne
Inaugurée le 30 juin 2007, cette serre couvrait une surface de 2 600 m2. Elle a fermé ses portes en 2021. Selon la page Facebook du Zoo, dans un post de 23 octobre 2024, il y a un projet pour rouvrir la serre sous une autre forme, mais ce projet prendra beaucoup de temps.

### Ferme pédagogique
Créée en 1982, cette ferme pédagogique est réservée aux enfants d'environnement scolaires ou de centres de loisirs, qui permet de présenter des animaux de la ferme.

### Réserve
La réserve occupe 20 hectares, délimitées par des falaises et le cours d'eau du Lez. Autrefois la zone comportait des moulins au fil du Lez.

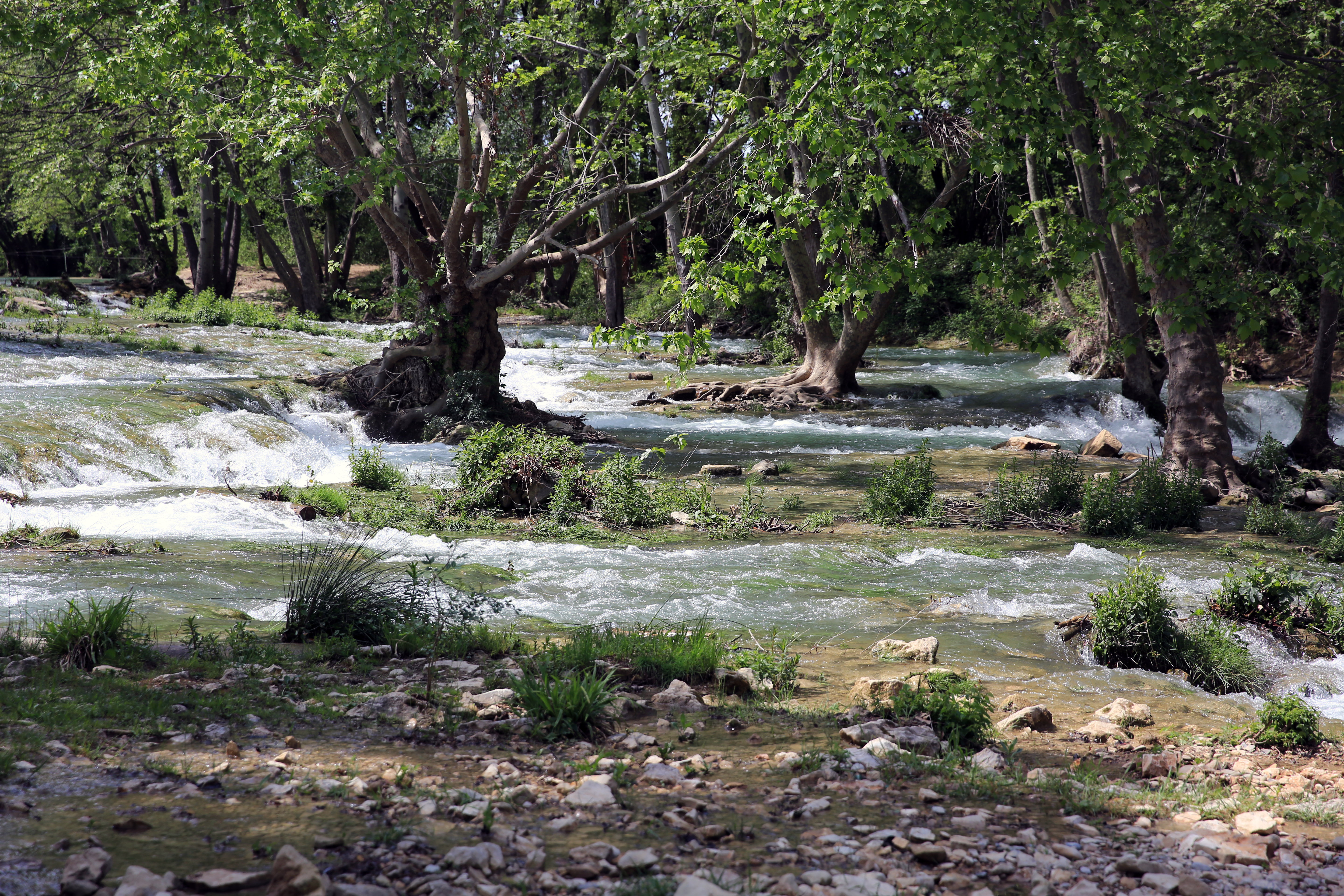
Vue du cours d'eau du Lez, après une crue en avril 2015.
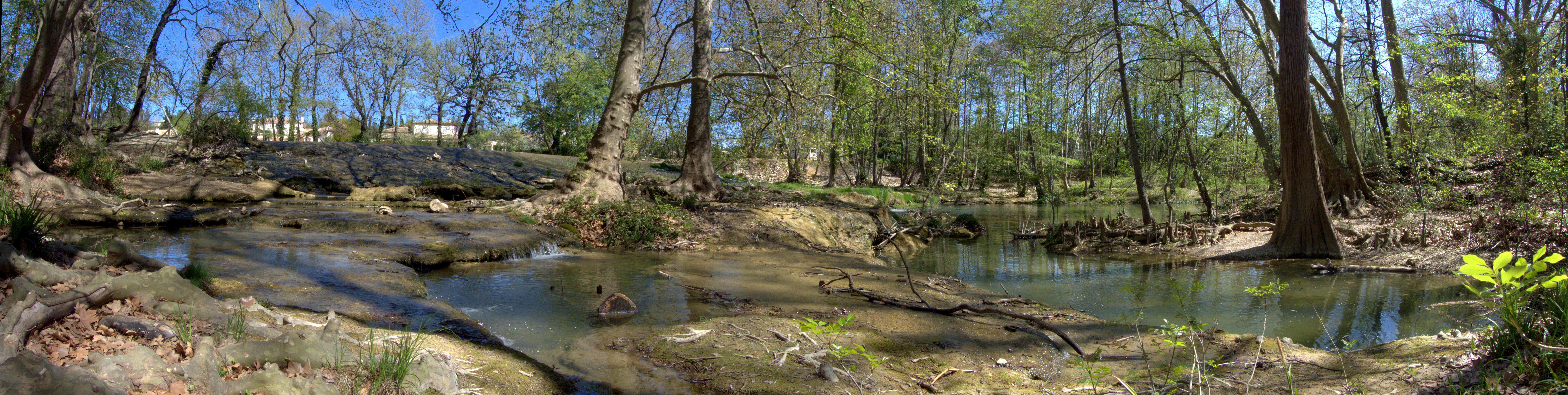
Vue panoramique depuis une des retenues du cours d'eau du Lez, en 2008.
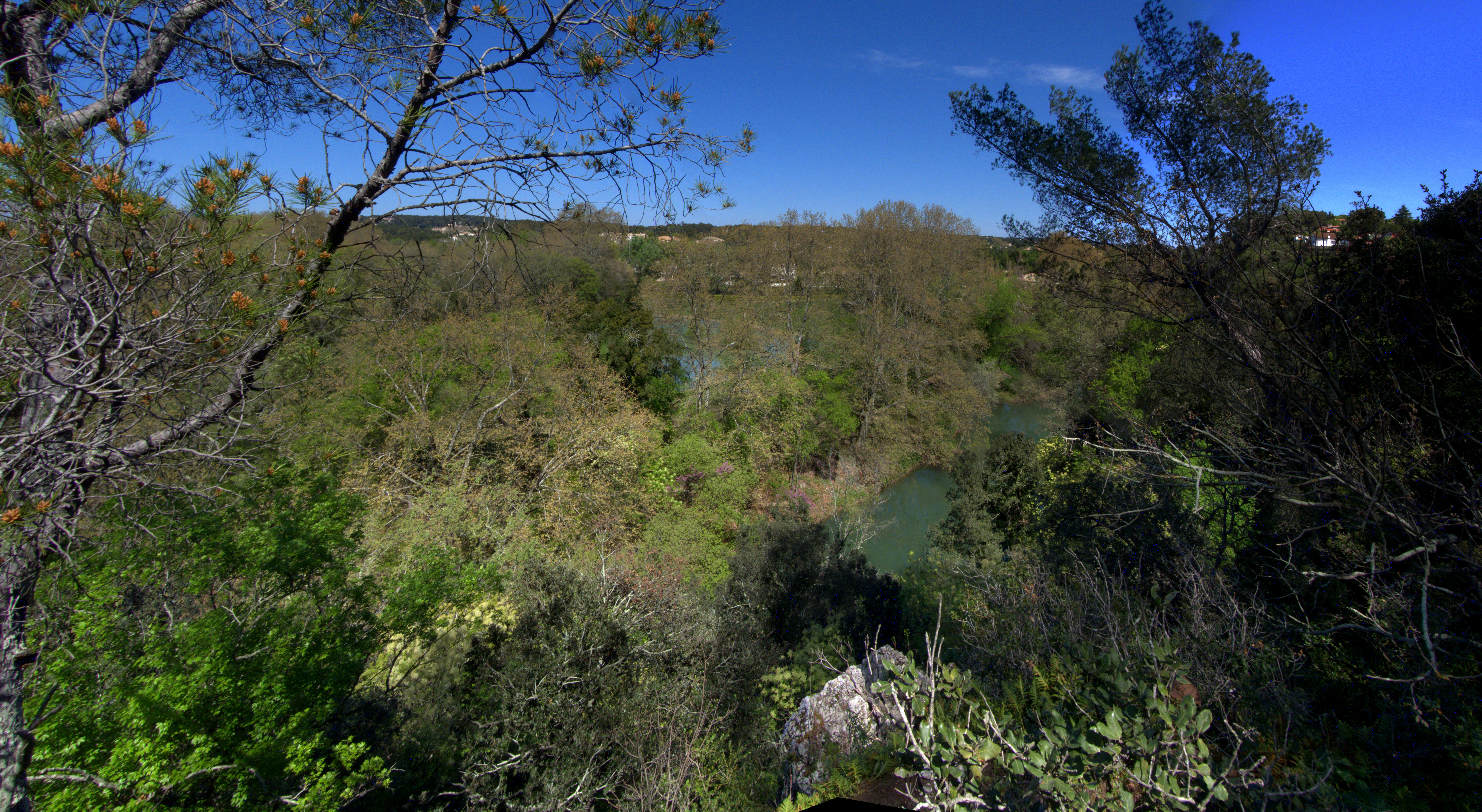
Vue sur la réserve et les environs, depuis le sentier sud.
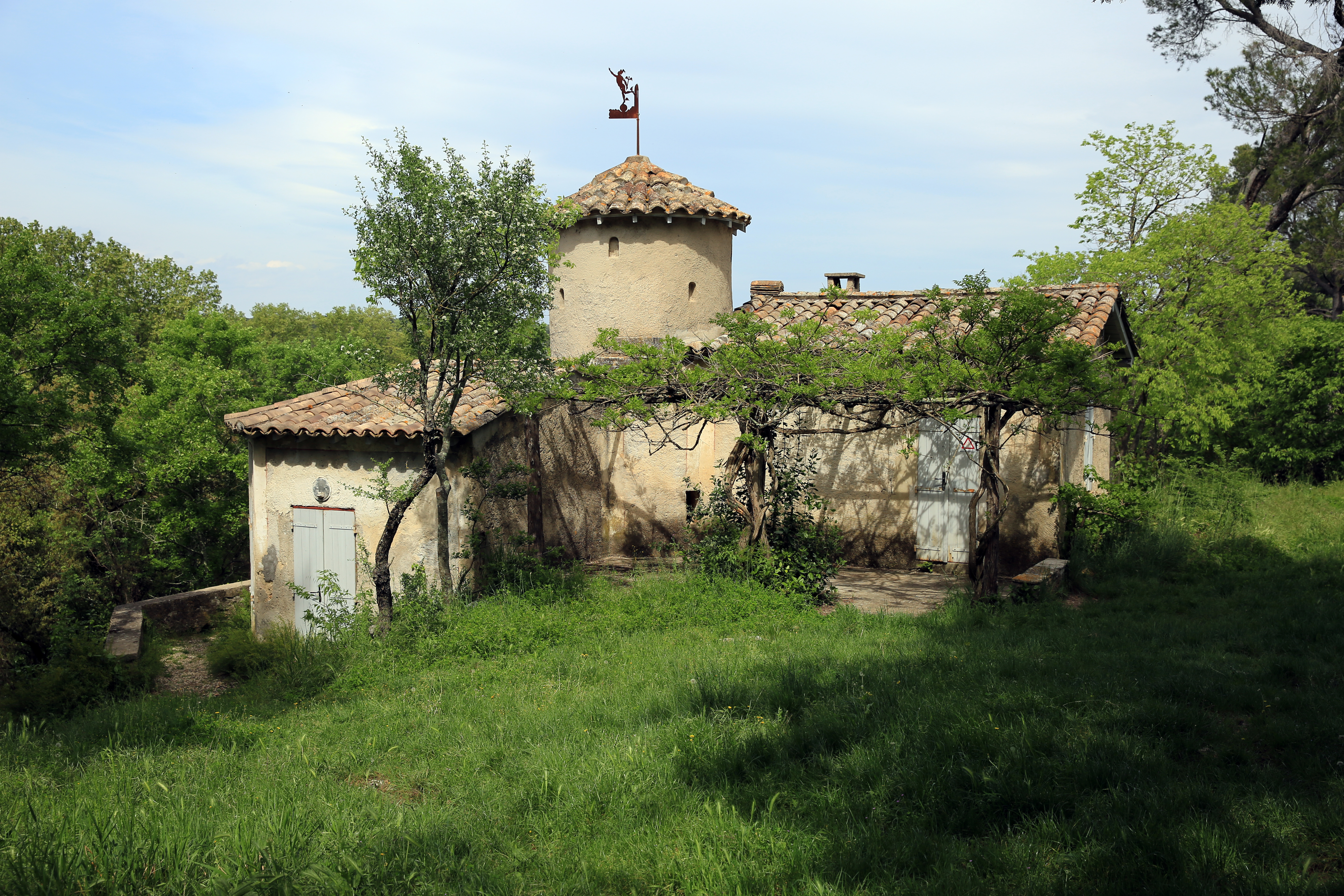
Vue d'une bastide près des berges du Lez avec sa girouette évoquant Mercure, dieu du commerce.

## Conservation
Le zoo s'oriente sur la sauvegarde des espèces les plus menacées et participe aux Programmes Européens d'Élevage (EEP) dont l'objectif final est la réintroduction des espèces dans leur milieu naturel.

## Fréquentation
En 2014, le parc zoologique a été fréquenté par 579 084 visiteurs et la serre amazonienne par 141 776 visiteurs.

## Polémique
Pendant l'été 2025, les médias Sciences & Avenir et Libération révèlent que 200 chauves-souris auraient été gazées dès février 2025 par faute de place au sein du zoo, et en raison de la fermeture de la serre amazonienne. Cette décision d'euthanasie massive, opérée par les vétérinaires habilités du zoo, serait la conséquence d'une décision municipale, dénoncée au sein même du conseil par l'adjoint délégué au bien-être animal.,.